# واکنش بازآرایی
واکنش بازآرایی(به انگلیسی: Rearrangement reaction) گونه ای از واکنش های آلی است که طی آن ساختار اسکلتی ماده تغییر می کند و یگ گروه از کربنی از مولکول جدا شده و به کربن دیگر متصل می شود.به عبارتی این واکنش تبدیل ایزومرهای ترکیب به هم است.در نتیجه جرم و فرمول مولکولی در این واکنش ها ثابت می ماند.در شکل زیرگروه R از کربن شماره 1 به کربن شماره 2 منتقل می شود.